# Élections sénatoriales de 2008 en Charente
Les élections sénatoriales en Charente ont eu lieu le dimanche 21 septembre 2008. Elles ont eu pour but d'élire les sénateurs représentant le département au Sénat pour un mandat de six années.

## Contexte départemental
Lors des élections sénatoriales du 27 septembre 1998 en Charente, deux sénateurs ont été élus, un RPR et un UDF.
Depuis, tous les effectifs du collège électoral des grands électeurs ont été renouvelés, avec les élections législatives françaises de 2007, les élections régionales françaises de 2004, les élections cantonales de 2004 et 2008 et les élections municipales françaises de 2008.

## Rappel des résultats de 1998
| Candidat et parti politique | Candidat et parti politique | Candidat et parti politique | Premier tour | Premier tour | Second tour | Second tour |
| Candidat et parti politique | Candidat et parti politique | Candidat et parti politique | Voix         | %            | Voix        | %           |
| --------------------------- | --------------------------- | --------------------------- | ------------ | ------------ | ----------- | ----------- |
|                             | Philippe Arnaud             | UDF                         | 544          | 51,71        |             |             |
|                             | Henri de Richemont          | RPR                         | 386          | 36,69        | 456         | 44,62       |
|                             | Pierre-Rémy Houssin         | RPR                         | 321          | 30,51        | 211         | 20,65       |
|                             | Guy Branchut                | PS                          | 268          | 25,48        | 355         | 34,74       |
|                             | Michel Naudin               | PS                          | 249          | 23,67        | Retrait     | Retrait     |
|                             | Alain Proux-Delrouyre       | PCF                         | 60           | 5,70         | Retrait     | Retrait     |
|                             | Roland Telmar               | PCF                         | 59           | 5,61         | Retrait     | Retrait     |
|                             | Jean Révéreault             | Verts                       | 35           | 3,33         | Retrait     | Retrait     |
|                             | Daniel Texier               | DVG                         | 24           | 2,28         | Retrait     | Retrait     |
|                             | Alain Leroy                 | FN                          | 11           | 1,05         | Retrait     | Retrait     |
|                             | Dominique Debrecq           | FN                          | 6            | 0,57         | Retrait     | Retrait     |
|                             |                             |                             |              |              |             |             |
| Inscrits                    | Inscrits                    | Inscrits                    | 1 083        | 100,00       | 1 083       | 100,00      |
| Abstentions                 | Abstentions                 | Abstentions                 | 18           | 1,66         | 9           | 0,83        |
| Votants                     | Votants                     | Votants                     | 1 065        | 98,34        | 1 074       | 99,17       |
| Blancs et nuls              | Blancs et nuls              | Blancs et nuls              | 13           | 1,22         | 52          | 4,84        |
| Exprimés                    | Exprimés                    | Exprimés                    | 1 052        | 98,78        | 1 022       | 95,16       |

## Sénateurs sortants
| Sénateur | Sénateur           | Parti | Fonctions lors de l'élection en 1998                               |
| -------- | ------------------ | ----- | ------------------------------------------------------------------ |
|          | Philippe Arnaud    | MoDem | Sénateur sortant, conseiller général, maire de Blanzac-Porcheresse |
|          | Henri de Richemont | UMP   | Conseiller régional, maire d'Étagnac                               |

## Résultats
Les nouveaux représentants sont élus pour une législature de 6 ans au suffrage universel indirect par les 1095 grands électeurs du département. En Charente, les sénateurs sont élus au scrutin majoritaire à deux tours. Leur nombre reste inchangé, 2 sénateurs sont à élire. Ils sont 12 candidats dans le département, chacun avec un suppléant.
| Candidat et parti politique | Candidat et parti politique | Candidat et parti politique | Premier tour | Premier tour | Second tour | Second tour |
| Candidat et parti politique | Candidat et parti politique | Candidat et parti politique | Voix         | %            | Voix        | %           |
| --------------------------- | --------------------------- | --------------------------- | ------------ | ------------ | ----------- | ----------- |
|                             | Michel Boutant              | PS                          | 471          | 43,69        | 596         | 55,70       |
|                             | Henri de Richemont          | UMP                         | 439          | 40,72        | 497         | 46,45       |
|                             | Nicole Bonnefoy             | PS                          | 407          | 37,76        | 543         | 50,75       |
|                             | Philippe Arnaud             | MoDem                       | 284          | 26,35        | 357         | 33,36       |
|                             | Jean-Michel Bolvin          | UMP                         | 209          | 19,39        | Retrait     | Retrait     |
|                             | Rémy Merle                  | PCF                         | 57           | 5,29         | Retrait     | Retrait     |
|                             | Jean Révereault             | DVG                         | 53           | 4,92         | Retrait     | Retrait     |
|                             | Annette Feuillade Masson    | PCF                         | 48           | 4,45         | Retrait     | Retrait     |
|                             | Patrick Fontanaud           | Verts                       | 39           | 3,62         | Retrait     | Retrait     |
|                             | Françoise Garandeau         | Verts                       | 21           | 1,95         | Retrait     | Retrait     |
|                             | Michel Fougère              | DVD                         | 17           | 1,58         | 19          | 1,78        |
|                             | Marie-Christine Cardoso     | FN                          | 1            | 0,09         | Retrait     | Retrait     |
|                             |                             |                             |              |              |             |             |
| Inscrits                    | Inscrits                    | Inscrits                    | 1 992        | 100,00       | 1 992       | 100,00      |
| Abstentions                 | Abstentions                 | Abstentions                 | 43           | 2,16         | 51          | 2,56        |
| Votants                     | Votants                     | Votants                     | 1 949        | 97,84        | 1 941       | 97,44       |
| Blancs et nuls              | Blancs et nuls              | Blancs et nuls              | 40           | 2,05         | 43          | 2,22        |
| Exprimés                    | Exprimés                    | Exprimés                    | 1 909        | 97,95        | 1 898       | 97,78       |